# Thanat Khoman

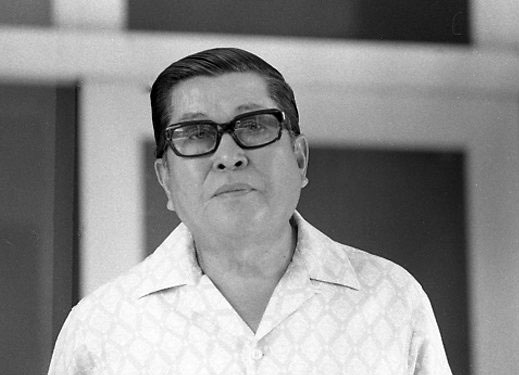

Thanat Khoman (taj. ถนัด คอมันตร์, ur. 9 maja 1914 w Bangkoku, zm. 3 marca 2016 w Bangkoku) – tajski dyplomata i polityk.

## Życiorys
Był synem sędziego Sądu Najwyższego Tajlandii. Studiował we Francji, w 1940 został doktorem prawa na Uniwersytecie Paryskim. Podczas II wojny światowej pracował w ambasadzie Tajlandii w Japonii, dołączył wówczas do Ruchu Wolnych Tajów (Seri Thai), opozycyjnego wobec ówczesnego projapońskiego rządu tajskiego. Po wojnie został dyplomatą Tajlandii przy nowo powstałej ONZ, 1957-1959 był ambasadorem Tajlandii przy ONZ i jednocześnie członkiem Komisji Prawa Międzynarodowego, a 1959-1971 ministrem spraw zagranicznych Tajlandii. Był bliskim sojusznikiem USA, zwłaszcza za prezydentury Kennedy’ego. Po zamachu stanu z 1971 odszedł z polityki, do której powrócił w 1979, gdy stanął na czele Partii Demokratycznej, 1980-1982 był wicepremierem.